# Live Peace in Toronto 1969
1969. december 12-én jelent meg John Lennon és Yoko Ono első, nem kísérleti jellegű szólóalbuma (Lennon első koncertalbuma), a Live Peace in Toronto 1969. Ezt a torontói Rock and Roll Revival keretében vették fel 1969. szeptember 13-án. Lennon előző nap kapta a meghívást John Brower szervezőtől, így a koncerten a sebtében megalakított Plastic Ono Band játszott. Ezt a nevet John és Yoko is használta későbbi munkája során.
Az album egy filmzene, mely D.A. Pennebaker Sweet Toronto című filmjéhez készült. Lennon és Ono engedélyezte, hogy Pennebaker felhasználja koncertjük felvételét a filmben, ám később meggondolták magukat (Lennon beteg lett a koncert napján, és ezt filmre vették), így a film nem jelent meg eredeti formájában.
A Live Peace in Toronto 1969 két részből áll: John részében kedvenc 1950-es évekbeli dalait játszotta, valamint a Beatlestől a "Yer Blues"-t és egy ízelítőt a még nem teljesen kész "Cold Turkey"-ből; Yoko része a már jól ismert sikolyokat tartalmazta, amit a közönség nem fogadott akkora lelkesedéssel, mint John dalait.
A legtöbb Lennon- és Beatles-felvétellel ellentétben itt a két gitár szólama tisztán megkülönböztethető: baloldalt a ritmusgitár, jobboldalt a szólógitár hallható. A filmes keverésen a "Yer Blues"-on Yoko, míg a "Give Peace a Chance"-en Clapton énekhangja erősebben hallatszik.
Az album Nagy-Britanniában nem került fel a listára, de az USA-ban a 10. lett, utána pedig aranylemez.
A CD-változat 1995-ben jelent meg.

## Az album dalai
1. "Blue Suede Shoes" (Carl Perkins) – 4.06
2. "Money (That's What I Want)" (Janie Bradford – Berry Gordy) – 3:25
3. "Dizzy Miss Lizzy" (Larry Williams) – 3:24
4. "Yer Blues" (John Lennon – Paul McCartney) – 4:12
5. "Cold Turkey" (John Lennon) – 3:34
6. "Give Peace a Chance" (John Lennon) – 3:41
7. "Don't Worry Kyoko (Mummy's Only Looking for Her Hand in the Snow)" (Yoko Ono) – 4:48
8. "John, John (Let's Hope for Peace)" (Yoko Ono) – 12:38

## A Plastic Ono Band
- John Lennon – ének, ritmusgitár
- Yoko Ono – ének
- Eric Clapton – szólógitár
- Klaus Voormann – basszusgitár
- Alan White – dob